# DGL 2000
DGL 2000 er en fodboldklub i Tilst nær Aarhus, som blev stiftet i 2001. Forkortelsen står for Den Gale Loge, som er en drengeloge, der blev stiftet i 2000.
Selv siger en af klubbens stifere følgende om navnet: "Alt det her sker i efteråret 2001” fortæller Martin Jensen og fortsætter: ”Navnet kan jo godt være lidt misvisende eftersom klubben hedder DGL 2000, men først blev oprettet i 2001. Men det er simpelthen fordi, at navnet refererer tilbage til vores drengeloge fra 2000".
De spiller i Jyllandsserien.